# Šegarskij rajon
Il Šegarskij rajon (in russo Шегарский район?) è un rajon dell'Oblast' di Tomsk, in Russia; il capoluogo è Mel'nikovo. Istituito nel 1936, ricopre una superficie di 5.029,54 chilometri quadrati.